# Каккамо
Каккамо (італ. Caccamo, сиц. Càccamu) — муніципалітет в Італії, у регіоні Сицилія,  метрополійне місто Палермо.
Каккамо розташоване на відстані близько 460 км на південь від Рима, 34 км на південний схід від Палермо.
Населення — 8214 осіб (2014).

## Демографія
Населення за роками:

Станом на 1 січня 2023 року в муніципалітеті офіційно проживали 73 іноземці з 24 країн, серед них 21 громадянин країн Євросоюзу та 5 громадян України.

## Сусідні муніципалітети
- Алія
- Алімінуза
- Баучина
- Кастельдачча
- Чимінна
- Монтемаджоре-Бельсіто
- Роккапалумба
- Шіара
- Склафані-Баньї
- Терміні-Імерезе
- Трабія
- Вентімілья-ді-Січилія
- Вікарі

## Відомі уродженці
- Карло Гамбіно один з босів італо-американської мафії Нью-Йорка.